# Omanische Fußballnationalmannschaft (U-17-Junioren)
Die omanische U-17-Fußballnationalmannschaft ist eine Auswahlmannschaft omanischer Fußballspieler. Sie unterliegt der Oman Football Association und repräsentiert sie international auf U-17-Ebene, etwa in Freundschaftsspielen gegen die Auswahlmannschaften anderer nationaler Verbände, bei U-16-Asienmeisterschaft und U-17-Weltmeisterschaften.
Die Mannschaft wurde 1996 sowie 2000 Asienmeister und erreichte 1994 den dritten Platz.
Ihr bestes Ergebnis bei einer Weltmeisterschaft war der vierte Platz 1995. Dabei hatte sie in der Vorrunde unter anderem gegen die deutsche Mannschaft gewonnen, die dadurch ausschied. Im Viertelfinale gewann sie gegen den amtierenden Weltmeister Nigeria. Im Halbfinale unterlag sie dem späteren Weltmeister Ghana. Das anschließende Spiel um den dritten Platz verlor sie gegen Argentinien.
1997 erreichte die Mannschaft erneut das Viertelfinale, verlor dieses aber gegen die ghanaische Mannschaft, die im Finale dem omanischen Gruppengegner Brasilien unterlag.
2001 schied die omanische U-17 in der Gruppenphase, hinter Argentinien, Burkina Faso und Spanien aus, wobei sie lediglich gegen Burkina Faso ein Unentschieden erreichte.

## Teilnahme an U-17-Weltmeisterschaften
(Bis 1989 U-16-Weltmeisterschaft)
| 1985 | nicht teilgenommen |
| 1987 | nicht teilgenommen |
| 1989 | nicht teilgenommen |
| 1991 | nicht teilgenommen |
| 1993 | nicht teilgenommen |
| 1995 | 4. Platz           |
| 1997 | Viertelfinale      |
| 1999 | nicht qualifiziert |
| 2001 | Vorrunde           |
| 2003 | nicht teilgenommen |
| 2005 | nicht qualifiziert |
| 2007 | nicht qualifiziert |
| 2009 | nicht qualifiziert |
| 2011 | nicht qualifiziert |
| 2013 | nicht qualifiziert |
| 2015 | nicht qualifiziert |
| 2017 | nicht qualifiziert |
| 2019 | nicht qualifiziert |
| 2023 | nicht qualifiziert |

## Teilnahme an U-16-Asienmeisterschaft
| U-16-Asienmeisterschaft  | U-17-Asienmeisterschaft  |
| ------------------------ | ------------------------ |
| 1985: nicht teilgenommen |                          |
| 1986: nicht teilgenommen |                          |
| 1988: nicht teilgenommen |                          |
| 1990: nicht teilgenommen |                          |
|                          | 1992: nicht teilgenommen |
|                          | 1994: 3. Platz           |
|                          | 1996: Asienmeister       |
|                          | 1998: Vorrunde           |
|                          | 2000: Asienmeister       |
|                          | 2002: nicht teilgenommen |
|                          | 2004: Viertelfinale      |
|                          | 2006: nicht qualifiziert |
| 2008: nicht qualifiziert |                          |
| 2010: Vorrunde           |                          |
| 2012: Vorrunde           |                          |
| 2014: Vorrunde           |                          |
| 2016: Viertelfinale      |                          |
| 2018: Viertelfinale      |                          |
|                          | 2023: nicht qualifiziert |